# Ansgar Jüngel
Ansgar Jüngel (* 1966 in Berlin) ist ein deutscher Mathematiker, der sich mit partiellen Differentialgleichungen und deren technischen Anwendungen zum Beispiel in mathematischen Simulationen von Bauteilen in der Halbleiterindustrie beschäftigt.

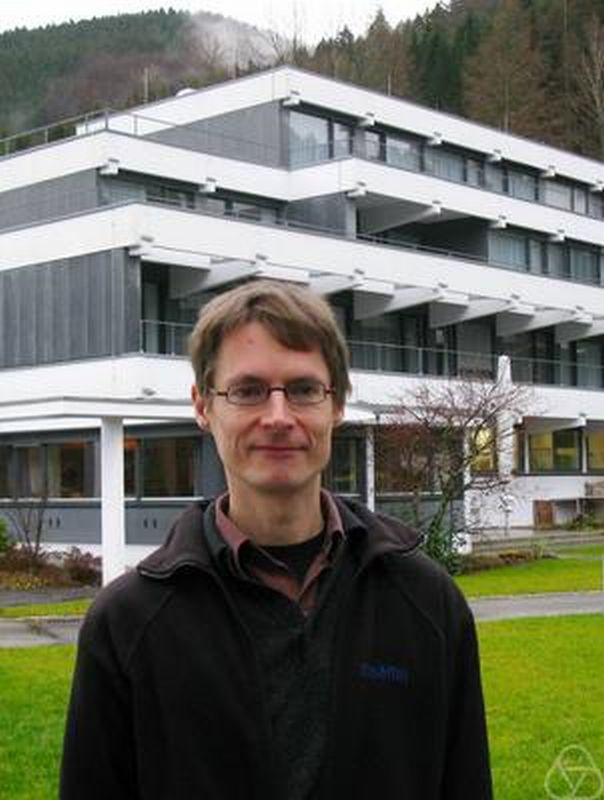
Ansgar Jüngel, Oberwolfach 2011

Jüngel studierte ab 1985 Mathematik, Physik und Informatik an der TU Berlin und an der École normale supérieure in Paris, wo er 1991 sein Diplom erhielt mit einer Arbeit, in der die Bewegung von flüssigem Kunststoff mathematisch modelliert wurde. 1994 wurde er  an der TU Berlin in Mathematik bei 
Hansgeorg Jeggle (1939–1998) und Peter Markowich promoviert (A drift diffusion model for semiconductors with nonlinear diffusion: Analysis and numerical approximation). Er war Assistent an der Universität Rostock und der TU Berlin, ab 1999 Professor an der Universität Konstanz und ab 2002 an der Universität Mainz. Seit 2006 ist er Professor für Mathematische Analysis an der TU Wien. Er war unter anderem Gastprofessor in Nizza, Toulouse, Paris, Lille, Marseille und Texas.
Er erhielt 1992 den Erwin-Stephan-Preis der TU Berlin, 1999 den Gerhard-Hess-Preis der Deutschen Forschungsgemeinschaft, 2011 den taiwanesischen Tsungming-Tu-Preis und 2021 einen Advanced Grant des European Research Council.

## Schriften
- mit Hans Gerhard Zachmann: Mathematik für Chemiker, 8. Auflage, Wiley/VCH 2023, ISBN 9783527835249
- Entropy methods for diffusive partial differential equations, Springer Verlag, BCAM SpringerBriefs, 2016
- Transport equations for semiconductors, Springer Verlag, Lecture Notes in Physics, Band 773, 2009
- Quasi-hydrodynamic semiconductor equations, Birkhäuser Verlag 2001
- mit Michael Günther: Finanzderivate in MATLAB: Mathematische Modellierung und numerische Simulation, Vieweg/Teubner, 2. Auflage, 2010
- mit Raul Manasevich, Peter A. Markowich, Henrik Shahgholian (Hrsg.): Nonlinear Differential Equation Models, Springer Verlag 2004